# Associació Cultural i Festiva Falla Oeste
La Falla Districte Oeste (Falla Oeste) és una associació cultural fallera. La falla té com a demarcació el barri de l'Oest de Dénia, Marina Alta.
A banda de plantar la falla, el col·lectiu treballa cada any per a ser un referent cultural de la ciutat de Dénia. Per les diverses activitats que anualment genera: publicacions, presentacions falleres, realització i exhibició de carrosses, el dia de la bandera o la particular treta.
La falla naix en 1947, però no planta el primer any. El 2016 va rebre el primer premi de secció especial, després de 17 anys sense aconseguir el màxim guardó. En 2017 ho tornaren a aconseguir. En 2018 celebra el 70 aniversari.

## Història
Tot i que l'origen de les falles a Dénia data de finals del segle xix, la falla de l'Oeste tingué el primer any faller en 1948, en una època on a la localitat sols es plantaven quatre falles. Per desavinències, no plantarien fins a 1949, i en 1950 planten tres falles: una gran, una infantil i una anomenada estudiantil. El cadafal principal, obra de Juan Bisquert, va rebre el primer premi. En aquells anys, a més de celebrar-se els II Jocs Florals d'aquella etapa – se'n coneixen d'altres mes antics – i presentar la nova Reina Fallera -Maria del Socorro Oliver Mahiques- i la seua Cort d'Honor, s'organitzaren variades activitats. Entre les esportives, un partit de futbol que disputaren el Dénia CF i el Aviación CD de València, a més d'interessants partides de pilota valenciana, de raspall i d'escala i corda al trinquet “Vista alegre”.
En 1957, 1958 i 1960 reben el primer premi, no plantant en 1959.